# Neo Chwee Kok
Neo Chwee Kok (梁水国S, Liáng ShuǐguóP; Pulau Sambu, 31 maggio 1931 – 23 gennaio 1987) è stato un nuotatore singaporiano.
Ha partecipato ai Giochi di Helsinki 1952, partecipando alle gare dei 100m sl e 400m sl.
Nel 1951, ai I Giochi asiatici ha vinto:
- Oro

400 m stile libero, 800 m stile libero, 1500 m stile libero e staffetta 4 × 100 m stile libero
- Argento

3 × 100 m misti staffetta
Nel 1954, ai II Giochi asiatici ha vinto:
- Argento

staffetta 4×200 m stile libero
- Bronzo

100 m stile libero